# Marathon van Enschede 1951
De marathon van Enschede 1951 werd gelopen op zaterdag 1 september 1951. Het was de derde editie van deze marathon.
De Fin Veikko Karvonen kwam als eerste over de streep in 2:29.02,0. Aan de wedstrijd namen ongeveer 50 marathonlopers deel.
Marathonwedstrijden voor vrouwen bestonden er in die tijd nog niet.

## Uitslag
| rang   | naam                     | land | tijd      |
| ------ | ------------------------ | ---- | --------- |
| Goud   | Veikko Karvonen          | FIN  | 2:29.02,0 |
| Zilver | Charles Cérou            | FRA  | 2:35.31,4 |
| Brons  | Thomas Richards          | GBR  | 2:39.46,2 |
| 4      | René Josset              | FRA  | 2:42.12,1 |
| 5      | John Systad              | NOR  | 2:42.17,0 |
| 6      | Geoffrey Iden            | GBR  | 2:42.34,4 |
| 8      | Svend Erik-Olaf Sørensen | DEN  | 2:46.41   |
| 9      | Felix Meskens            | BEL  | 2:48.09   |

1947 ·
1949 ·
1951 ·
1953 ·
1955 ·
1957 ·
1959 ·
1961 ·
1963 ·
1965 ·
1967 ·
1969 ·
1971 ·
1973 ·
1975 ·
1977 ·
1979 ·
1981 ·
1983 ·
1985 ·
1987 ·
1989 ·
1991 ·
1992 ·
1993 ·
1994 ·
1995 ·
1996 ·
1997 ·
1998 ·
1999 ·
2000 ·
2001 ·
2002 ·
2003 ·
2004 ·
2005 ·
2006 ·
2007 ·
2008 ·
2009 ·
2010 ·
2011 ·
2012 ·
2013 ·
2014 ·
2015 ·
2016 ·
2017 ·
2018 ·
2019 ·
2020 · 2021 ·
2022 ·
2023 ·
2024 ·
2025